# زدنو ستربا
زدنو ستربا  (انگلیسی: Zdeno Štrba؛ زادهٔ ۹ ژوئن ۱۹۷۶) یک بازیکن فوتبال اهل اسلواکی است.
وی همچنین در تیم ملی فوتبال اسلواکی بازی کرده‌است.